# Sadcore
Sadcore é um subgênero ocasionalmente identificado pela mídia especializada para descrever exemplos de rock alternativo caracterizados por letras sombrias, melodias pessimistas e tempos mais lentos, ou, alternativamente, músicas com melodias enganosamente otimistas que são simultaneamente caracterizadas por tons líricos ou imagens depressivas. É uma definição vaga e não descreve um movimento, grupo ou cena específica. É categorizado pelo guia de referência do AllMusic como música "por e para os deprimidos". Sadcore às vezes é considerado sinônimo do termo slowcore e ambos compartilham a distinção de serem muitas vezes descartados como um rótulo pelas bandas que descrevem.
A revista LA Weekly chamou a cantora Charlyn Marshall (Cat Power) de "Rainha do Sadcore". Em 2006, a The News Record usou o termo para se referir ao Arab Strap, descrevendo seu som como "muito parecido com a Escócia, terra natal da banda: escuro, frio, chuvoso e deprimente" bem como "agressivo e sombrio".
O termo ainda é atual na cultura pop. O estilo musical de Lana Del Rey foi descrito como "sadcore de Hollywood". Em relação à sua música, "Blue Jeans", a jornalista da MTV Nicole James observou que o neologismo é uma "palavra da moda musical" flutuando na blogosfera da música.